# Phaonia flava
Phaonia flava este o specie de muște din genul Phaonia, familia Muscidae, descrisă de Stein în anul 1920. Conform Catalogue of Life specia Phaonia flava nu are subspecii cunoscute.